# Alwin Bär
Alwin Bär (* 1941; † 2000) war ein niederländischer Pianist.
1952, als Elfjähriger, wurde er Schüler des Komponisten und Pianisten Hans Osieck. Später studierte er in den Niederlanden bei Piet Vincent, Willem Andriessen und Ton Hartsuiker und im Ausland bei Vlado Perlemuter, Eduardo del Pueyo, Géza Anda und Andor Foldes.
1962 begann seine internationale Karriere, als er das erste Klavierkonzert von Chopin spielte. Danach spielte er mit verschiedenen niederländischen und internationalen Orchestern. 1975 wurde Bär Gewinner des Arnold-Schönberg-Wettbewerbs. 1999 und 2000 wurden in Schloss Haus Berg Aufnahmen von seinem Spiel gemacht. Er spielte Werke von Modest Mussorgski und Sergei Rachmaninoff, die auf CD publiziert wurden.